# عبد الرحمن الجهني
عبد الرحمن الجهني مواليد 21 سبتمبر 1988، هو لاعب كرة يد سعودي يلعب كوسط مدافع. يلعب حاليا مع النادي الأهلي. مثل منتخب السعودية لكرة اليد.

## سجل المنافسة
شارك في البطولات التالية:
- بطولة العالم لكرة اليد للرجال 2015